# Пермская краевая детская библиотека имени Л. И. Кузьмина
Пермская краевая детская библиотека им. Л. И. Кузьмина, а для друзей — просто «Кузьминка» — разместилась в самом центре города Перми, в красивом старинном особняке 19 века, история которого связана с великими культурными деятелями и известными личностями Прикамья.
С момента основания «Кузьминка» поддерживала теплые дружеские отношения со знаменитыми пермскими детскими писателями — Львом Давыдычевым, Владимиром Воробьевым, Алексеем Домниным и, конечно же, Львом Кузьминым. Добрая традиция сохранилась и по сей день, частыми гостями библиотеки стали не только современные пермские авторы, но и писатели со всех уголков России.

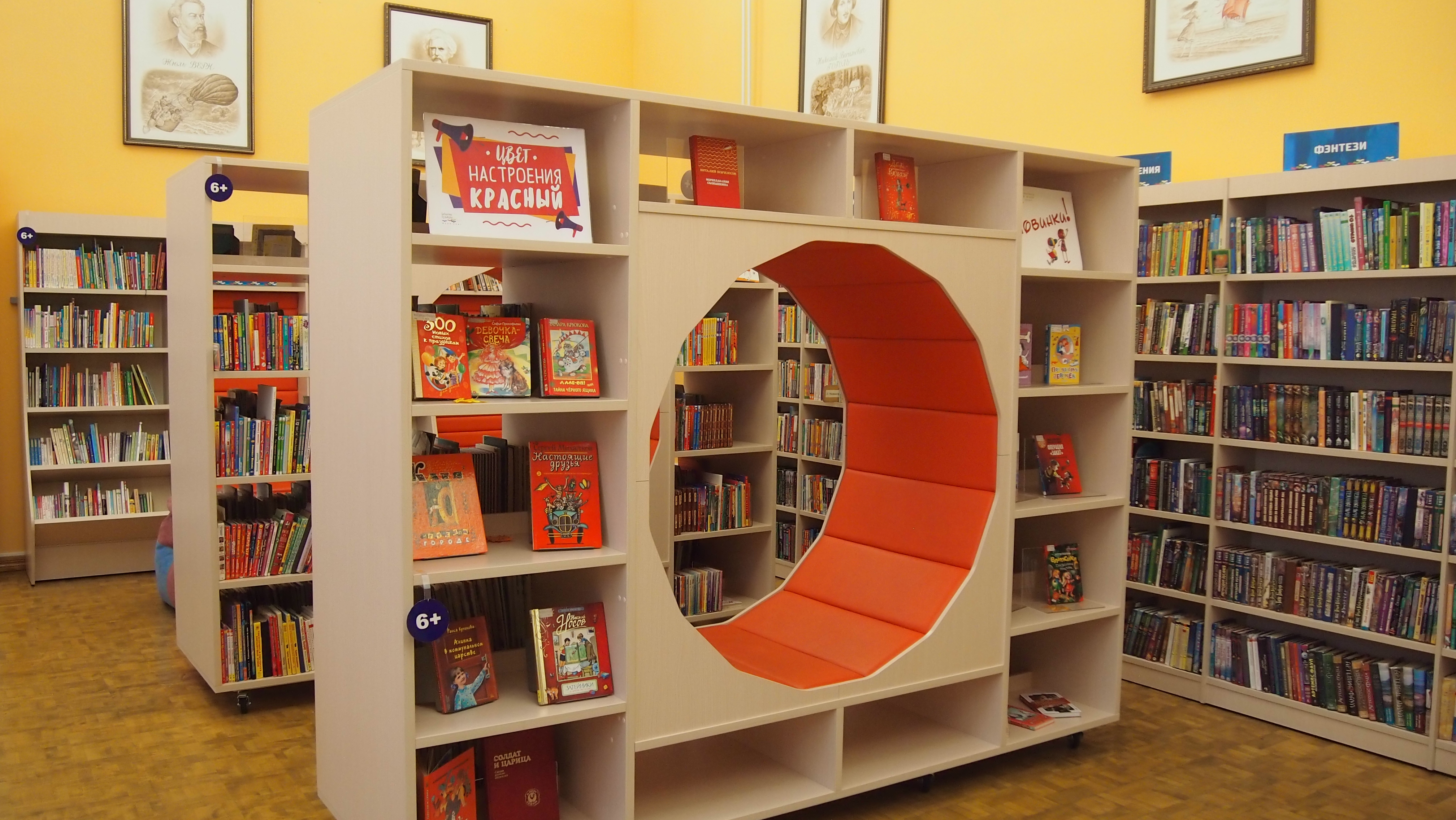
Уникальные книжные стеллажи с посадочным местом для чтения

Ежедневно в библиотеку приходят всей семьёй, чтобы взять домой хорошую книгу, посидеть в просторных залах, посетить творческие встречи, интересные мастер-классы, развивающие занятия для малышей.
Её яркое и современное пространство продумано так, чтобы каждый, даже самый маленький посетитель, смог найти себе уютное место и погрузиться в мир книги.
Также в библиотеке регулярно проводятся удивительные экскурсии «Путешествие в историю особняка Смышляева». Посетителям предоставляется уникальная возможность пройтись по залам, познакомиться с многовековой историей и судьбой последних владельцев особняка.
Целый ряд креативных стеллажей со встроенными мягкими иллюминаторами-сиденьями, моментальная книговыдача, интерактивные терминалы, бесплатный Wi-Fi, безбарьерная среда, удаленный доступ к электронной библиотеке «ЛитРес» и Национальной электронной детской библиотеке (НЭДБ) — все это доступно для читателей «Кузьминки».

## История
20 ноября 1966 года состоялось официальное открытие Пермской областной детской библиотеки. С тех пор эта дата считается днём рождения «Кузьминки». Здесь, в старинном особняке Дмитрия Смышляева, разместился книжный фонд, который на момент открытия составил 100 тысяч экземпляров (для сравнения, на начало 2020 года он насчитывал 226 тысяч экземпляров). В течение следующего, 1967 года, в библиотеку записалось 6 083 взрослых и маленьких любителей книги.
С 1996 года библиотека становится издателем журнала детского литературно-художественного творчества «Родничок». Стихи, рассказы, сказки, рисунки, комиксы, эссе и занимательные головоломки — всё в этом журнале создаётся детьми-читателями библиотеки, а также ребятами из всех территорий Пермского края.
В 90-е годы библиотека неоднократно была отмечена рядом наград: дважды стала дипломантом Всероссийского конкурса научных работ по библиотековедению и библиографии за программу семейных чтений «Ступени» и заняла первое место во Всероссийском конкурсе по краеведческой работе детских библиотек «Дорога к дому».
22 июня 2000 года библиотека получила право с гордостью носить имя Льва Ивановича Кузьмина. Специально для того, чтобы сохранить память о знаменитом детском писателе и рассказывать о нём новым и новым юным читателям, в её стенах 13 декабря 2001 года открылся уникальный литературный музей, посвященный его жизни и творчеству.
В 2001—2002 годах поводом для гордости и одним из главных украшений стало открытие картинной галереи кисти заслуженного художника России Станислава Романовича Ковалёва. Работы иллюстратора — портреты лучших российских и зарубежных писателей, обрамленные сказочными сюжетами и героями — украшают фойе и залы библиотеки.
В феврале 2007 года «Кузьминка» была официально переименована в Государственное краевое учреждение культуры «Пермская краевая детская библиотека им. Л. И. Кузьмина».
В 2017 году в «Кузьминке» впервые прошло крупнейшее поэтическое событие: краевой чемпионат по громким чтениям «Повелитель страниц». Бороться за почётные звания «Лучшего чтеца» и «Лучшего поэта» съехались дети и подростки со всех уголков Пермского края, а подарки и дипломы победителям вручали известные российские детские писатели — Сергей Махотин, Михаил Яснов и Юлия Симбирская, которые специально для этого прибыли к нам в «Кузьминку».
Ещё одна веская причина для гордости — победа в 2017 году в конкурсе на лучший проект в рамках Всероссийской акции «Детская книга на пьедестале почёта». Акция была организована Ассоциацией деятелей культуры, искусства и просвещения по приобщению детей к чтению «Растим читателя». Гордиться действительно есть чем, ведь разработанный «Кузьминкой» проект был отобран из 500 других! Впечатляет и награда победителю: Почётный диплом и коллекция из 173 лучших детских книг из списка IBBY (Международного совета по детской и юношеской литературе) со всего света и на самых разных языках — от китайского до суахили.
В 2018 году при библиотеке открылся очень необычный клуб — первый в Перми «Клуб любителей комиксов»! Фонды библиотеки пополнились впечатляющей коллекцией лучших комиксов и графических романов.
В 2019 году Библиотека Кузьмина стала Лауреатом Российской Национальной премии за вклад в сохранение и развитие семейного культурно-исторического наследия «Семейная реликвия».

## Структура
Зал для дошкольников — здесь собраны самые лучшие детские книги для малышей: развивающая литература, книжки-игрушки, говорящие, поющие, шуршащие, панорамные издания, виммельбухи и многое другое.
Зал художественной литературы — это: популярные книжные серии, классика, фэнтези, фантастика, приключения, яркие новинки, интерактивные книги 3D и просто — самые классные книжки для детей и подростков русских и зарубежных писателей.
Зал отраслевой литературы — здесь представлен широкий спектр книг по всем отраслям знаний: математике, физике, химии, географии, истории, литературоведению, искусству, музыке, а также — энциклопедии, словари, справочники и все то, что пригодится в учёбе серьёзным и вдумчивым школьникам.
Центр знаний и краеведения — здесь юные интеллектуалы смогут найти краеведческую и научно-познавательную литературу, книги нон-фикшн, поиграть в настольные и компьютерные игры, а также взять домой интересные журналы и крутые комиксы. А ещё это — место встречи с самыми удивительными людьми нашего города!
Актовый зал — место для проведения детских праздников, выставок творческих работ юных и профессиональных художников.

## Директора библиотеки
- 1966—1983 — Рослякова, Тамара Семёновна
- 1983—1991 — Федотова, Ираида Леонидовна
- 1991—1995 — Нахабин, Юрий Николаевич
- 1995—2010 — Горобец, Дмитрий Иванович
- 2010—2011 — и. о. Абуткина, Елена Николаевна
- с 22 сентября 2011 — Урих, Маргарита Викторовна